# Sphagnum tenerum
Sphagnum tenerum là một loài rêu trong họ Sphagnaceae. Loài này được Sull. & Lesq. ex Sull. mô tả khoa học đầu tiên năm 1856.